# Rudolph Blüthner-Haessler

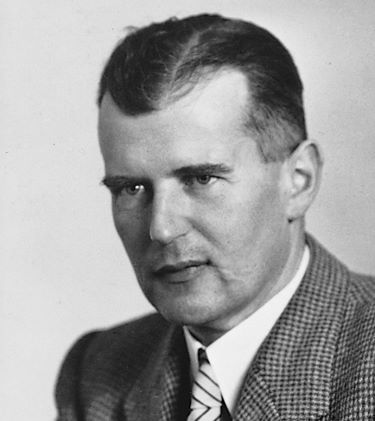
Rudolph Blüthner-Haessler

Rudolph Blüthner-Haessler, geborener Haessler (* 2. August 1903 in Magdeburg; † 16. Juni 1966 in Leipzig) war ein deutscher Rechtsanwalt und Unternehmer. In dritter Generation führte er ab 1932 die Julius Blüthner Pianofortefabrik.

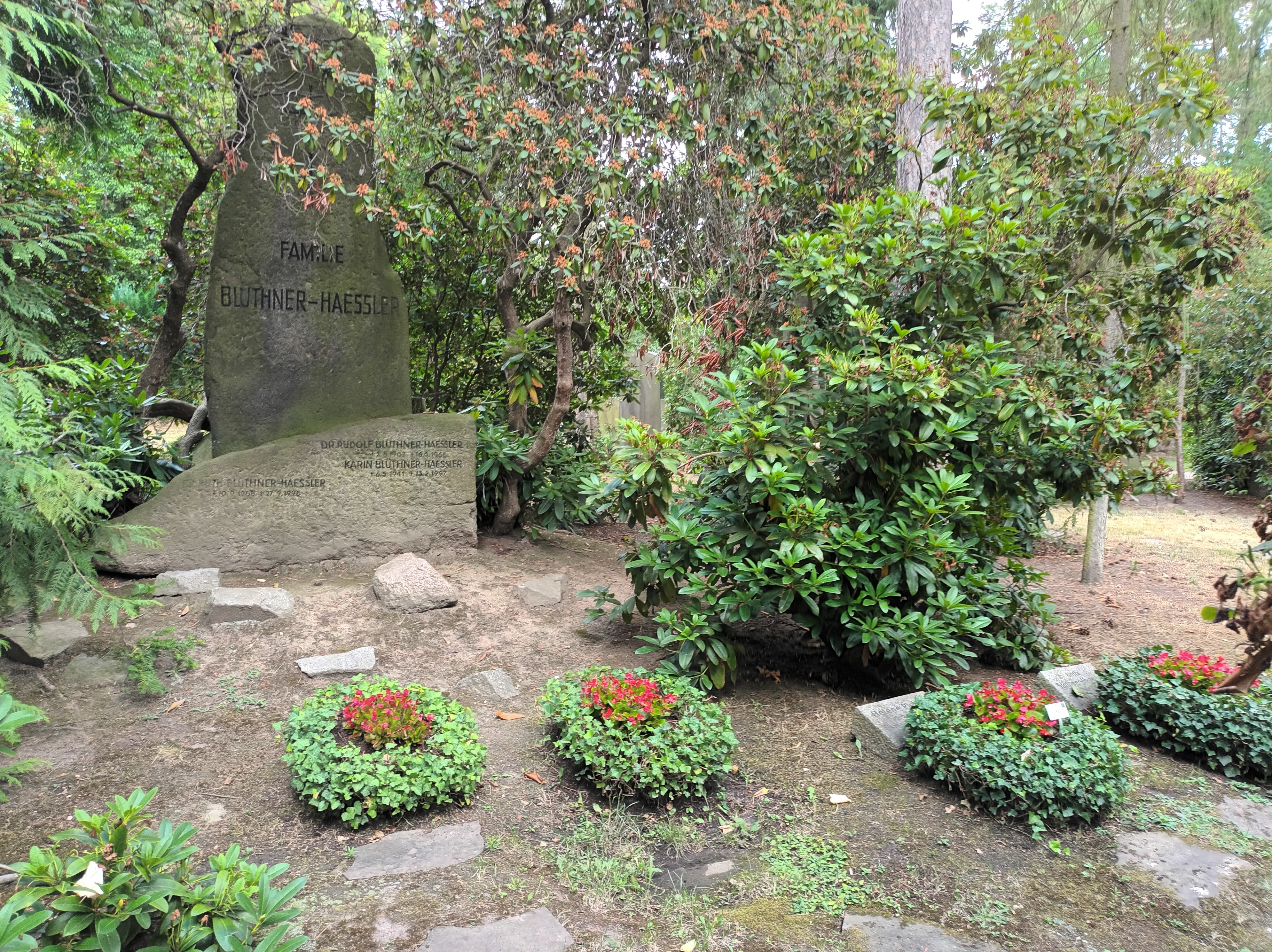
Grabstätte der Familie Blüthner-Haessler auf dem Südfriedhof in Leipzig

## Leben
Rudolph Haessler studierte an der Albertus-Universität Königsberg Rechtswissenschaft und wurde 1926 im Corps Littuania aktiv. 1928 wurde er von der Friedrichs-Universität Halle zum Dr. iur. promoviert. Als Rechtsanwalt heiratete er die Tochter von Robert Blüthner. Um den Firmennamen zu erhalten, adoptierte Blüthner seinen Schwiegersohn. Nachdem sein Schwieger- und Adoptivvater gestorben war, übernahm Rudolph 1932 die Firmenleitung. Als jüdische Besitzer eines Blüthner-Instruments in der Zeit des Nationalsozialismus emigrierten, ließ Blüthner-Haessler ihnen in 75 bis 100 Fällen ihre Instrumente auf Firmenkosten nachbringen. 1943 wurde das Werk bei einem der Luftangriffe auf Leipzig vollständig zerstört. Von Musikern und Geschäftsfreunden ermutigt, versammelte er nach Kriegsende die überlebenden Klavierbauer des Unternehmens, um in dem von Bomben verschonten Sägewerk einen Neuanfang zu wagen. Ab 1948 konnte das Unternehmen wieder liefern.